# Leandro Verì
Leandro Verì (San Vito Chietino, 10 novembre 1903 – Laigueglia, 13 dicembre 1938) è stato un carabiniere italiano.

## Biografia
Nato a San Vito Chietino (Chieti) il 10 novembre 1903, frequentò il corso di allievo carabiniere a piedi presso la scuola di Roma dall'aprile al settembre 1923. Nominato carabiniere, fu assegnato alla Legione di Chieti. Nel dicembre 1926 passava a quella di Treviso e l'anno successivo a quella di Padova, dalla quale fu trasferito, nel maggio 1930, alla Legione di Roma. Destinato nel dicembre 1931 alla Legione di Genova, compagnia di Nervi, sei anni dopo otteneva la promozione ad appuntato ed era inviato alla Stazione di Alassio.
Il 13 dicembre 1938, mentre effettuava un servizio di pattuglia in bicicletta in Laigueglia (Savona),con il comandante della Stazione Maresciallo Maggiore Simone Gargano veniva informato da una guardia notturna che poco prima uno sconosciuto, armato di fucile da guerra mod. 1981 e baionetta, aveva minacciato di morte un'altra guardia notturna. Avuto conferma dei fatti dalla guardia minacciata, i due militari iniziarono una battuta sulla via Aurelia in direzione Ventimiglia. Dopo aver rintracciato il malvivente ed averlo avvicinato l'Appuntato gli intimò l'alt, ma ad una distanza di circa 10 metri lo sconosciuto aprì il fuoco e lo colpì al ventre con un colpo di mitraglia. Nonostante la grave lesione, Verì fece fuoco con la sua pistola contro l'avversario, ferendolo e iniziando con lui una colluttazione corpo a corpo per spossessarlo del fucile. Al termine del conflitto l'Appuntato cadde a terra impugnando il fucile ma il malvivente riprese la sua fuga. Riuscitosi a rialzare Veri riprese l'inseguimento per circa 300 metri per poi  avvinghiarsi di nuovo in una feroce colluttazione, questa volta però il militare cadeva al suolo esausto e dissanguato, in quel preciso istante il Maresciallo Gargano, allertato dai colpi di arma da fuco li raggiungeva e con due colpi di pistola freddava il malvivente.  Il 18 dicembre, però, dopo cinque giorni strazianti di sofferenze, si spegneva serenamente nella clinica presso cui era ricoverato.

## Riconoscimenti
- L'Arma dei Carabinieri gli ha intitolato il 67º Corso Allievi Carabinieri effettivi nell'anno 1982;
- Successivamente gli sono stati intitolati il 133º e il 246º Corso Allievi Carabinieri Ausiliari e il 124º corso formativo per Carabinieri (anno 2009).[5]
- Il 2º Corso Allievi Brigadieri presso la Scuola Allievi Marescialli e Brigadieri dei Carabinieri di Velletri (Roma), dal 01 settembre al 05 dicembre 1997.
- Il comune di San Vito Chietino gli ha intitolato una piazzetta del centro storico.
- La caserma sede della Compagnia Carabinieri di Ortona (CH) e le Stazioni di San Vito Chietino (CH) e Ceriale (SV) sono intitolate in suo nome.